# Arenocyclopina biarticulata
Arenocyclopina biarticulata – gatunek widłonoga z rodziny Cyclopinidae; jedyny przedstawiciel rodzaju Arenocyclopina. Gatunek i rodzaj opisał w 1957 roku indyjski zoolog S. Krishnaswamy.